# Manolita Piña de Rubies
Manolita Piña de Rubies, també coneguda com a Manolita Piña Rubies i Manolita Piña de Torres-García (Barcelona, 22 de febrer de 1883 - Montevideo, 11 de juny de 1994), fou una xilògrafa i pintora noucentista catalana.

## Biografia

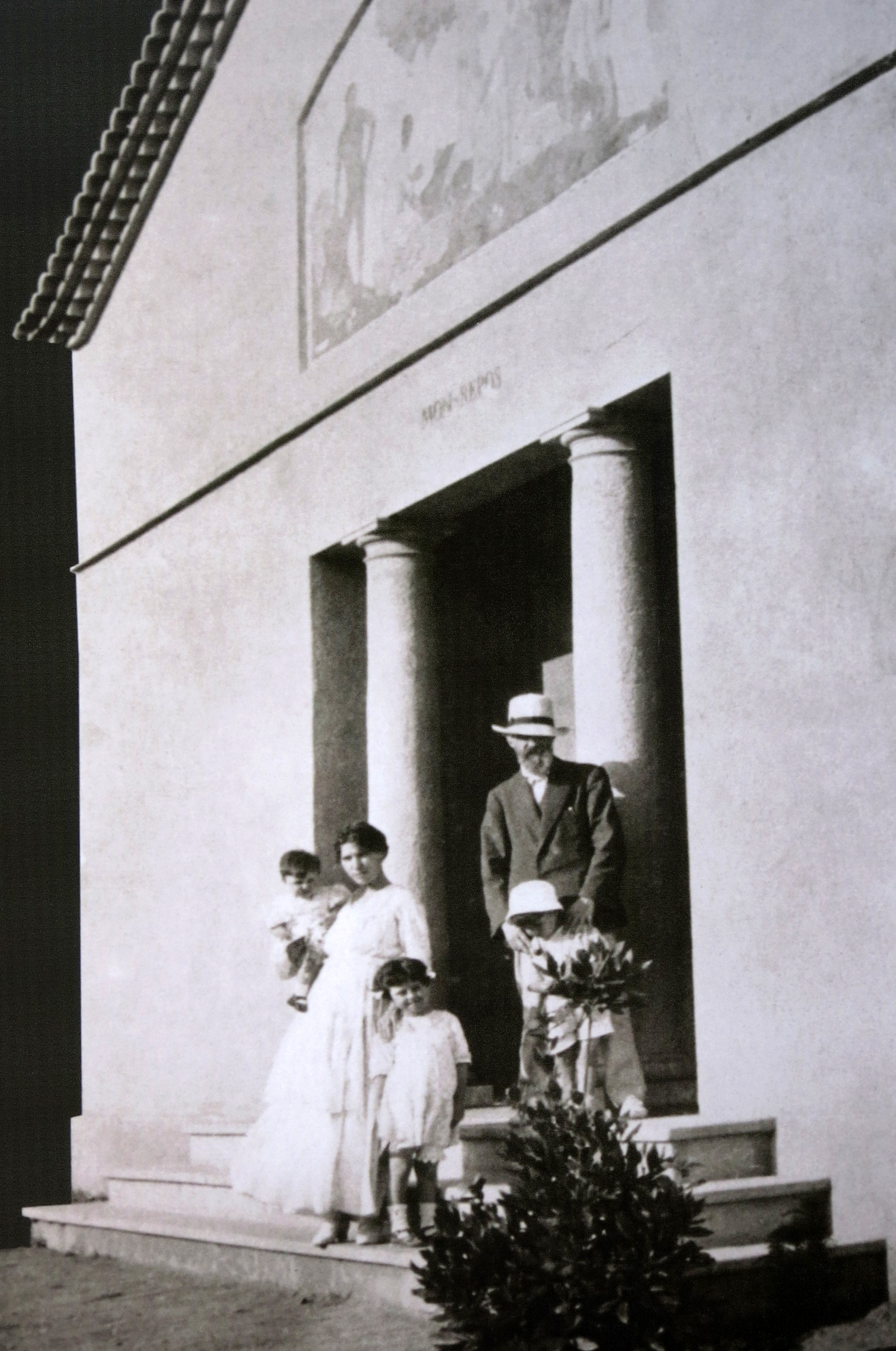
Manolita Piña amb el seu marit, Joaquim Torres i García, i els seus fills, davant Mon Repòs, el 1916.

Va néixer en una família de l'alta burgesia barcelonina, en la qual va rebre una educació marcadament tradicional.
Era filla del comerciant Jaume Piña i Segura nascut a Palma (1830-1902) i de Mercè de Rubies de Balaguer. De formació autodidacta pel que fa a l'art, la revista Feminal es va referir al seu refinament i cultura artística en un breu article que li va dedicar l'any 1907, en el qual es reproduïen tres petits dibuixos.
Casada amb el pintor i escultor Joaquim Torres i García l'any 1909, Manolita Piña és el paradigma de la dona artista que deixa el seu art quan es casa. Deia que li havia comentat un gran pintor espanyol que «la mujer de un pintor no ha de pintar, porque si lo hace mejor será en detrimento de él y si lo hace peor se avergonzará». Malgrat deixar la producció artística, tanmateix, sempre s'hi sentí inclosa; els seus comentaris sobre art pagava la pena escoltar-los, asseguren les persones que la conegueren. Alhora fou una dona socialment i políticament molt generosa, que ajudava qui patia persecució política. Així ho feu amb, per exemple, l'artista uruguaià i deixeble de Torres García, Anhelo Hernández.
Tot el que sabem d'ella està en funció del seu marit, amb qui tingué quatre fills (Olimpia, Augusto, Ifigenia i Horacio). Després de casar-se viatjaren per París i Brussel·les per instal·lar-se el 1910 a Vilassar de Mar i, l'any següent, a Barcelona on nasqué Olimpia, la primera filla. El 1912 començaren novament els canvis de residència: França, Roma i retorn a Barcelona. El 1914 s'instal·laren a Terrassa, a la finca Mon Repòs, on viurien enmig de la natura fins al 1919. Diuen que aquest habitatge tenia trets clàssics i de masia catalana; en realitat, reflectia el moviment artístic català que ell tant contribuí a crear, el noucentisme. El 1920 tornaren a Brussel·les i a París per anar-se'n després a Nova York. El 1922 viatjaren per Europa, primer a Liorna, on arribaria la quarta criatura i posteriorment a Vilafranca de Mar. De 1926 a 1932 viurien a París i del 1932 al 1934 a Madrid, des d'on sortirien cap a Montevideo per a romandre-hi fins a la fi de les seves vides.
Ella sempre abonà les activitats de Torres García: conferències, exposicions i la idea de crear una escola d'art constructivista; fou com la seva ombra, l'acompanyà en totes les tasques artístiques, plegats feren anotacions plàstiques d'on vivien i dels llocs que visitaven, etc. La influència noucentista del seu mestre i marit és palesa en la poca obra que s'ha pogut recollir d'ella: alguns paisatges a l'oli o aquarel·les, alguns gravats i dibuixos, així com en els noms que posaren als seus 4 fills. Però de la seva obra artística queda molt poc.
El llibre Notes sobre Art (1913) de Torres García l'il·lustren quatre boixos de qualitat magistral, un dels quals fou realitzat per Manolita Piña. També feu 3 xilografies, de factura noucentista, de les 23 que contenia el primer número de la revista de l'Escola de Decoració de Sarrià de 1914. Formà part del grup que girava a l'entorn de Torres García juntament amb Torres Amat, Carme Casanovas, Martí Casanovas, Teresa Lostau, Josep M. Marquès Puig, Josep Obiols, Lluís Puig i Jaume Querol. Entre les 21 il·lustracions, totes dibuixos, que aplegava el Recull de Treballs de l'Escola de Decoració, publicat el 1915, hi havia quatre dibuixos d'ella. La parella participà en l'Escola de Decoració de Sarrià, fundada per Torres García el 1913, en la qual volien portar a terme un assaig pedagògic que Prat de la Riba intentà, sense èxit, convertir en oficial.
A Montevideo Manolita Piña creà, el 1951, el grup MAOTIMA, acrònim de Manolita, Otilia, Ifigènia i Maria Angèlica, dedicat a la realització de tapissos brodats a mà de factura constructivista. Després de la mort de Torres García, Manolita Piña aconseguí crear-li un museu que s'inaugurà el 1990.

## Memòria i reconeixement
El Centre Cultural Fundació Caixa Terrassa reté homenatge a aquesta oblidada artista l'any 2000 i se n'edità un petit catàleg.
La Comissió d'Educació i Cultura de la Cambra de Representants de la República Oriental de l'Uruguai ha presentat el projecte de llei per anomenar una escola - guarderia de Montevideo amb el nom de Manolita Piña.